# Giovanni della Grossa
Giovanni Della Grossa (Grossa, 11 dicembre 1388 – Grossa, 1464) è stato uno scrittore italiano.

## Biografia
Nato nel villaggio di Grossa, non lontano da Sartene, nell'allora Corsica genovese, era figlio di Guglielmo Della Grossa, gonfaloniere della pieve di Bisogè durante la sollevazione popolare del 1360 nella Banda di Fuori.
Svolse i suoi studi a Bonifacio e a Napoli e all'età di diciotto anni venne nominato a Biguglia notaio del governatore genovese Andrea Lomellini.
Dal 1409 al 1414 fu al servizio del "conte" di Corsica Vincentello d'Istria, fino alla perdina di Sartene e alla sua fuga in Sardegna.
Nel 1416 fu nominato notaio-cancelliere nella signoria di Cinarca, che era controllata da Branca Doria, dal nuovo governatore genovese Abramo Fregoso, e nel 1417 represse una rivolta di nobili contrari al dominio genovese.
Nel 1418 fu contro Giovanni d'Istria, fratello di Vincentello, e fu quindi costretto ad abbandonare l'isola e in seguito combatté contro Ristorcello d'Ornano, altro signore ribelle.
Quando Vincentello ritornò sull'isola e riprese potere abbandonò i genovesi e ritornò alleato del conte filoaragonese nel corso del 1419 e partecipò alla battaglia di Biguglia, nella quale il governatore genovese Abramo Fregoso venne ferito e poi imprigionato.
Il Della Grossa rimase quindi agli ordini di Vincentello fino al 1426, quando ebbe una controversia per l'occupazione di Roccapina, detenuta dalla città di Bonifacio, fedelissima ai genovesi: sentendosi minacciato fuggì con la famiglia a Biguglia e poi a Capo Corso.
Dal 1426 al 1430 visse a San Colombano di Rogliano, sotto la protezione del potente signore Simone I Da Mare, futuro governatore genovese dell'isola.
Nel 1433 assieme a Carlo Da Mare, figlio del suo protettore, prese parola contro Vincentello durante l'assemblea riunita a Palmentu, nei pressi di Ajaccio.
Nel 1437 fu nominato vicario della corte del governatore genovese dell'isola e nel 1438 appare al servizio di Gaetano Fregoso, nuovo governatore. Notaio-cancelliere nel 1439 e nel 1440, fu nominato in seguito commissario del medesimo giano e in tale veste esercitò funzioni amministrative, giudiziarie e fiscali.
A partire dal 1444 divenne sostenitore del passaggio della Corsica allo Stato Pontificio e su istanza di Monaldo de Terrani, rivendicò presso il governatore genovese Giovanni da Montaldo a Bastia i diritti della Santa Sede sull'isola.
L'anno seguente si recò a Roma per chiedere aiuto a papa Eugenio IV. Il vescovo di Potenza, Giacomo di Gaeta, era rimasto bloccato nell'isola a causa dell'assedio del feudatario Rinuccio di Leca, e il pontefice inviò Mariano di Norcia in suo soccorso. Questi, rivoltatosi contro il vescovo nel 1446, tentò di imprigionare il Della Grossa, che riuscì a fuggire da Biguglia a Bastia e quindi nel castello di Erbalunga a Capo Corso.
Nel 1448 fu vicario di corte del governatore Lodovico Fregoso e ricoprì questa carica fino al 1453, quando venne nominato luogotenente e commissario del governatore Salvago Salvaghi per il territorio "da Pruno a Cilaccia" nella valle del Prunelli.
Nel gennaio del 1454 rischiò di essere catturato nel castello di Ornano da Orlando d'Ornano, ma dopo aver ricevuto finforzi costrinse Orlando a tornare sotto l'autorità del Banco di San Giorgio.
Nei mesi successivi si occupò dell'approvvigionamento dell'esercito genovese in Cinarca e fu commissario dell'esercito.
Venne poi nominato vicario genovese per la Cinarca
Nel 1457 si ritirò nel suo paese natale e scrisse la sua Cronaca fino alla morte.